# Rezerwat przyrody Rzepki
Rezerwat przyrody Rzepki – został powołany zarządzeniem Ministra Ochrony Środowiska Zasobów Naturalnych i Leśnictwa z dnia 29 grudnia 1987 r. (MP Nr 5 poz. 47 z 1987 r.), w gminie Iłów na powierzchni 43,94 ha. Według Zarządzenia celem ochrony rezerwatu jest zachowanie unikatowych dla doliny Wisły starodrzewów sosnowych z domieszką dębów, grabów i innych gatunków wraz z bogatym runem.
Jest to rezerwat:
- według głównego przedmiotu ochrony jako rezerwat krajobrazów ekologicznych (Ke) biokompleksów naturalnych i półnaturalnych (bn), rezerwat nasadzeń i upraw (Nu) podtypu starych drzewostanów (dp) oraz florystyczny (Fl) roślin zielnych i krzewinek (zk). Celem ochrony jest zachowanie unikatowych dla doliny Wisły starodrzewów sosnowych z domieszką dębów, grabów i innych gatunków wraz z bogatym runem,
- według głównego typu środowiska jest to rezerwat lasów i borów (L) podtypu lasów mieszanych nizinnych (lmn).

## Walory przyrodnicze
Teren rezerwatu położony jest na utworach trzeciorzędowych, na które składają się: piaski, żwiry i iły. Wśród 125 gatunków roślin naczyniowych, jakie występują na terenie rezerwatu, stwierdzono 4 gatunki roślin chronionych, a kolejne 3 zaliczają się do gatunków rzadkich w tej części Polski.
Ochronie całkowitej podlega:
- lilia złotogłów (Lilium martagon)

a częściowej:
- kruszyna pospolita (Frangula alnus)
- kalina koralowa (Viburnum opulus)
- konwalia majowa (Convallaria maialis).